# سفارة فرنسا في المكسيك
سفارة فرنسا في المكسيك هي أرفع تمثيل دبلوماسي لدولة فرنسا لدى المكسيك. تقع السفارة في وهي تهدف لتعزيز المصالح الفرنسية في المكسيك.

## وصلات خارجية
- قائمة سفارات فرنسا
- قائمة السفارات في المكسيك